# Villodre
Villodre – gmina w Hiszpanii, w prowincji Palencia, w Kastylii i León, o powierzchni 8,7 km². W 2011 roku gmina liczyła 20 mieszkańców.